# Porto di New York e New Jersey
Il porto di New York e New Jersey (in inglese Port of New York and New Jersey) è il porto dell'area metropolitana di New York.
Comprende il sistema navigabile di vie d'acqua nel porto estuario tra New York e il New Jersey che si estende per circa 1050 km di litorale nelle vicinanze di New York City e nel nord-est del New Jersey, come nella regione degli aeroporti e a servizio delle reti di distribuzione ferroviaria e stradale.
Considerato uno dei porti naturali più grandi al mondo, per tonnellaggio è il primo degli Stati Uniti ed uno dei più affollati della Costa Est.